# 千葉兼胤
千葉 兼胤（ちば かねたね）は、室町時代前期の武将。千葉氏第15代当主。第14代当主千葉満胤の子。妻は上杉氏憲（禅秀）の娘。

## 略歴
父・満胤とともに鎌倉府に仕え、元服時に第3代鎌倉公方足利満兼より偏諱（「兼」の字）を賜って兼胤と名乗る。満兼のもとで、鎌倉府の侍所の役人を務めた。
応永16年（1409年）に満兼が死去した時、それに乗じて親戚関係にある新田貞方・新田貞邦父子による謀反が起きたが、これを事前に鎮圧するという武功を挙げた。同年に第4代鎌倉公方に就任した満兼の嫡男・足利持氏に引き続き仕えることとなる。
応永23年（1416年）、舅の元関東管領上杉氏憲（禅秀）が反乱を起こすと（上杉禅秀の乱）、これに与して父と共に主君・持氏の追放に一役を買った。しかし翌年、幕府軍の反攻を受けて禅秀が自害すると、父と共に幕府軍に降伏した。応永33年（1426年）、父の死により家督を継いだといわれているが、降伏後に父は処罰として隠居させられているに等しい状況だったので、恐らくはこの前後に継いだと思われる。
永享2年（1430年）6月17日、39歳で死去し、跡を長男の胤直が継いだ。